# Mats Andersson (illustratör)
Mats Andersson, född 9 december 1938 i Matteus församling i Stockholm, död 18 april 1986 i Tyresö i Stockholms län, var en svensk illustratör.
Andersson har bland annat illustrerat följande böcker, Äventyret med grodan av Maj Bylock, Torkel och prinsessan Mia av Sven Wernström, Den förtrollade flöjten av Ronny Ambjörnsson, Du skall inte vara rädd av Kai Söderhjelm samt Dagar med Knubbe av Maud Reuterswärd. 

## Priser och utmärkelser
- 1975 – Elsa Beskow-plaketten[1]